# Бургас – Александруполис (нефтопровод)
Нефтопроводът Бургас – Александруполис е неосъществен международен енергиен проект за нефтопровод от Бургас на Черно море до Александруполис (Дедеагач) на Егейско море.
След изграждането му той би представлявал алтернативен път, който заобикаля танкерния трафик в проливите (Босфора и Дарданелите) и създава нов път за пренос на нефт от Русия, Кавказ и Средна Азия до европейските пазари.
За целта е планирано да се изгради нефтопровод с дължина 279 км, като по-голямата част от трасето му минава през България. Предвиждано е капацитетът на нефтопровода да е за пренос на 35 – 50 милиона тона годишно, а стойността на проекта – около 1 милиард щ. долара

## История
Споразумението за сътрудничество в изграждането и експлоатацията на нефтопровода Бургас-Александруполис е подписано в Атина на 15 март 2007 г. от руския президент Владимир Путин, българския министър-председател Сергей Станишев и гръцкия му колега Костас Караманлис.
Изграждането му е планирано да започне през 2008 г. и да бъде завършено в началото на 2011 г.

## Финансиране
През февруари 2008 г. в Амстердам е регистрирана международна проектна компания „Транс Болкан Пайплайн BV“, която ще е собственик на нефтопровода.
Русия притежава мажоритарния дял от 51% чрез руския консорциум ОСО "Трубопроводньй Консорциум „Бургас – Александруполис“, който включва 3 държавни руски компании: „Роснефт“, „Транснефт“ и „Газпром нефт“.
Гърция участва с 24,5% чрез консорциума между „Хеленик Петролиум“ и „Траки“ с 23,5% и Гръцката република с 1%.
България участва с 24,5% чрез компанията „Проектна компания Бургас–Александруполис БГ“ АД. В нея по 50% имат държавните фирми „Техноекспортстрой“ ЕАД и „Булгаргаз холдинг“ ЕАД.

## Проект
Според доклада за оценка на въздействието върху околната среда на проекта (ОВОС), огласен от екоминистерството, вариантите за разтоварване на танкерите в Бургаския залив са 2: единият е чрез платформи по средата на залива, а вторият – чрез разширение на пристанище Росенец.
Платформите ще са 2, като първата ще е срещу Поморие, другата – срещу Черноморец, и ще са отдалечени на 8 – 9 км от брега. Те ще са свързани с подземни тръби с нефтения резервоар на нефтопровода в близост до рафинерията на „Лукойл“. Според екоцоенката така танкерите ще се виждат дори от Несебър.
Вторият вариант е да се направи разширение на пристанище Росенец с естакада и оттам да тръгват тръбите към нефтените резервоари.
През декември 2011 г. българското правителство се оттегля от проекта.

## Критика и протести
При голям нефтен разлив ще бъде засегнат целият Бургаски залив, възможно е да бъде отровено и морето на Турция.
През май 2009 г. в Община Поморие се провежда референдум, на който 98,97% от общо гласувалите се обявяват срещу изграждането на „Бургас – Александруполис“.
Тръбопровода трябваше да премине през Природен парк Странджа. От екологичните организации имат реални опасения, че ще наруши обитанието на птици и животни по време на строителството и последващата експлоатация.